# Johnny Alegre

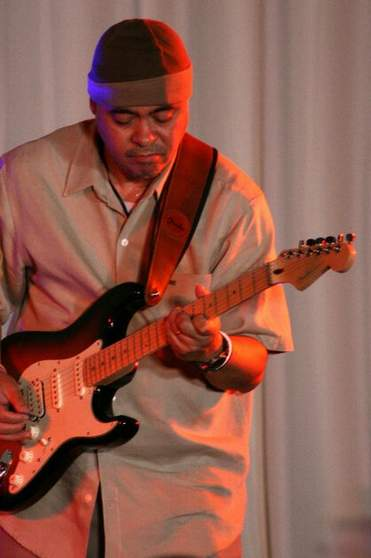
Johnny Alegre

Johnny Alegre (* 4. Juni 1955 in Manila als Juan Bautista H. Alegre III.) ist ein philippinischer Jazzmusiker (Gitarre, Komposition). Er leitet die Jazzgruppe Johnny Alegre Affinity und die Weltmusikgruppe Humanfolk.

## Leben und Wirken
Alegre studierte in den späten 1970er Jahren Komposition an der Universität der Philippinen bei Francisco Feliciano. Er nahm an Workshops von Komponist Erhard Karkoschka, Gitarrist Ike Isaacs und Komponist Chou Wen-chung teil. Er war Gründungsmitglied des U.P. Jazz Ensemble.
Alegre war in der philippinischen Szene in einer Vielzahl von Bands und Plattenprojekten zunächst vor allem im Pinoy Rock und der Original Philippine Music (OPM) tätig, aber auch als Produzent für Tadao Hayashi, bevor er sich im Jazz engagierte. 2002 gründete Alegre die Johnny Alegre Affinity mit Bassist Colby de la Calzada, Schlagzeuger Koko Bermejo, Pianist Elhmir Saison und Saxophonist Tots Tolentino. Der Titel Stones of Intramuros, geschrieben von Alegre, wurde in die philippinische Jazz-Anthologie Adobo Jazz Vol. 1 aufgenommen. Das selbstbetitelte Album Johnny Alegre Affinity wurde Mitte 2005 auf den Philippinen veröffentlicht und 2007 für den weltweiten Vertrieb beim britischen Candid-Label als Jazzhound neu veröffentlicht. Es folgten Auftritte in London und in Hollywood.

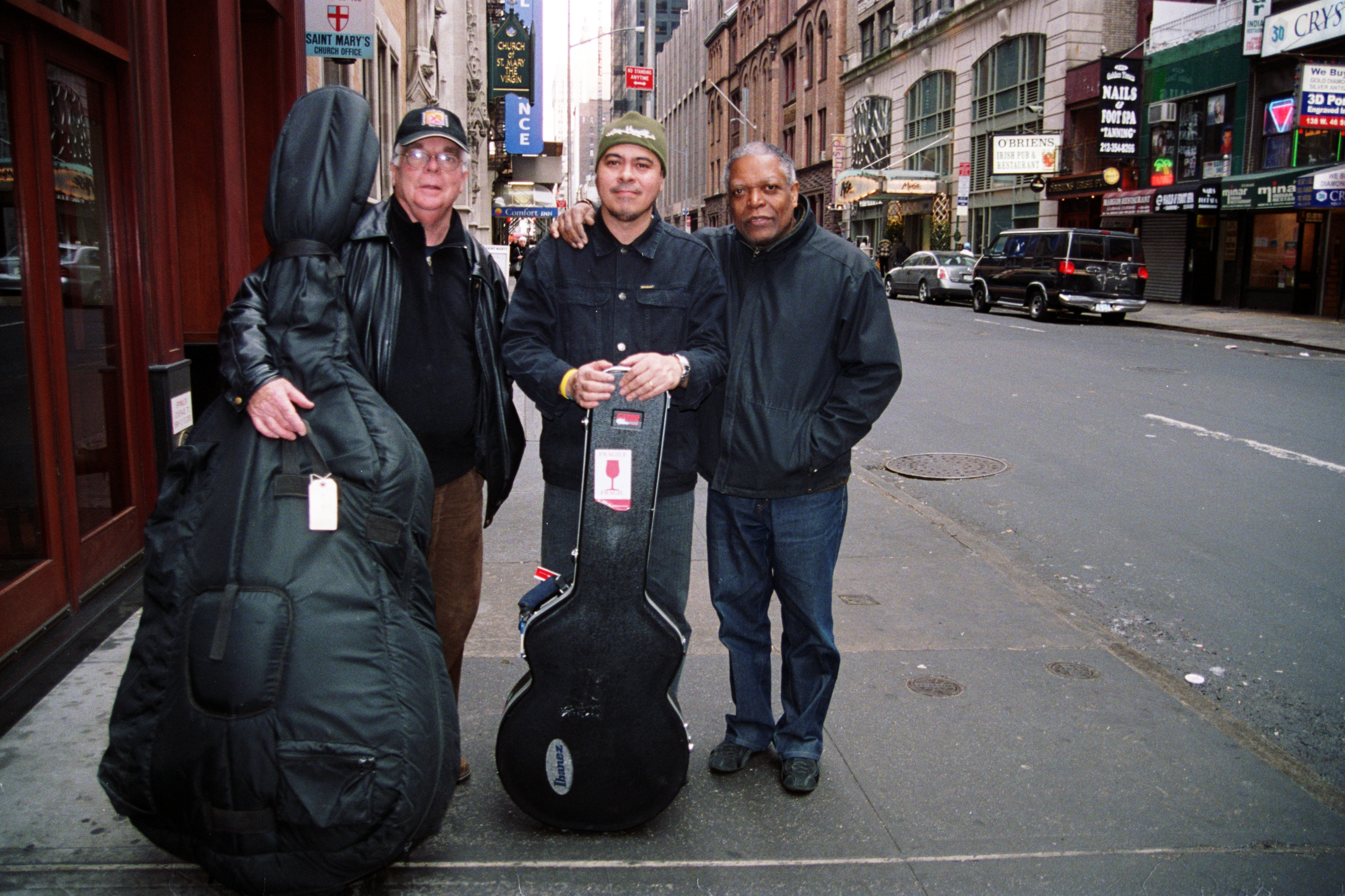
Johnny Alegre (Mitte) mit Bassist Ron McClure (links) und Billy Hart (rechts) in New York City

In den Folgejahren arbeitete Alegre mit seiner Affinity an Eastern Skies, einem Album mit Eigenkompositionen, das mit dem Global Studio Orchestra unter der Leitung von Gerard Salonga eingespielt wurde. 2009 veröffentlichte MCA Johnny Alegre 3, ein in New York aufgenommenes Trio-Album mit Ron McClure und Billy Hart.
2008 nahm Alegre mit einer am Weltmusik-Idiom orientierten Band, die er mit der Perkussionistin Susie Ibarra, dem Schlagzeuger Roberto Juan Rodriguez, Cynthia Alexander und Malek Lopez gegründet hatte, das Album Humanfolk auf, das 2011 veröffentlicht wurde.
Alegre wird von Scott Yanow in dessen Buch The Great Jazz Guitarists vorgestellt.

## Diskographische Hinweise

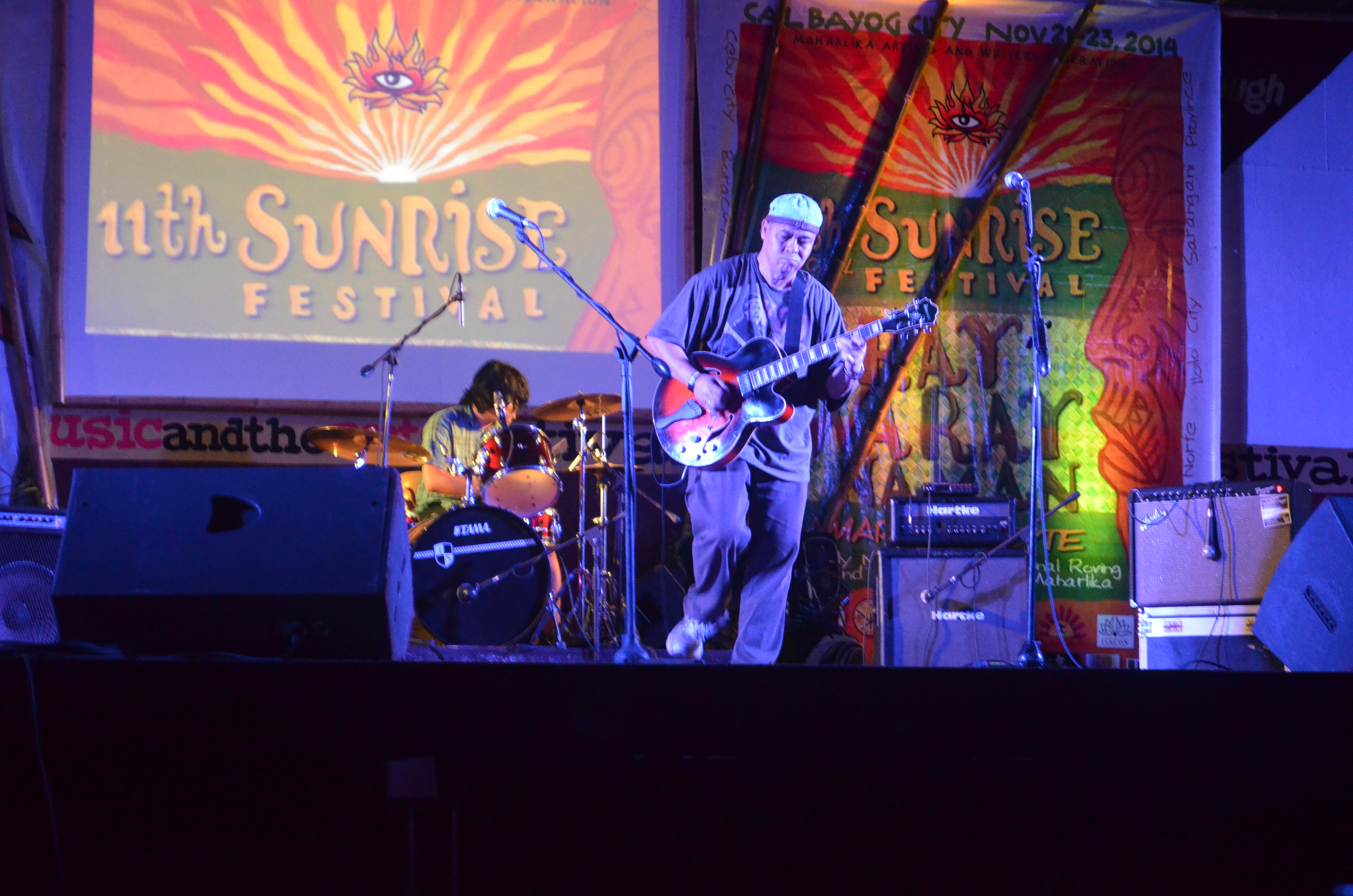
Johnny Alegre (2014)

- Jazzhound (Candid, 2007)
- Eastern Skies (Candid 2007)
- Johnny Alegre 3 (MCA/Decca, 2009)
- Humanfolk (MCA, 2011)
- Stories (MCA, 2014)[2]